# نهائي كأس إيطاليا 1997
نهائي كأس إيطاليا 1997 هي المباراة النهائية من منافسة كأس إيطاليا 1996–97، أقيمت المباراة في 1997، بين فريقي نادي نابولي، ونادي فيتشينزا، وفاز فيها نادي فيتشينزا، بعد أن هزم نادي نابولي، بنتيجة 1 - 3.

## تفاصيل المباراة
لعبت المباراة النهائية في 1997.
| نادي نابولي | 1 -3 | No ID |
| ----------- | ---- | ----- |
|             |      |       |